# Juan Bautista Stagnaro
Juan Bautista Stagnaro (Mar del Plata, 16 de novembre de 1945) és un director de cinema argentí. Entre les pel·lícules que ha filmat es destaca la multipremiada Casas de fuego (1995) el guió de Camila (1984), nominada a l'Oscar.

## Biografia
Va néixer en Mar del Plata en 1945, on el seu pare, un immigrant italià, era pescador. Després la seva família es va mudar al tradicional barri genovès de La Boca.
Es va iniciar en l'art publicant un llibre de narracions als 19 anys, Dura tarea de pájaros, que va rebre el Premi Auspicio del Fondo Nacional de las Artes. Estudià cinema a l'Escola Nacional de Cinema, rebent-se de realitzador cinematogràfic, i economia en la Universitat de Buenos Aires, on es va llicenciar en economia política.
Des de jove va treballar amb Beda Docampo Feijóo, company seu de l'escola de cinema. Tots dos entren en contacte amb María Luisa Bemberg, qui li encarrega escriure el guió de Camila (1984), que resultaria nominada al Oscar.
Entre les pel·lícules realitzades, generalment com a director i guionista, es destaca la multipremiada Casas de fuego (1995), protagonitzada per Miguel Ángel Solá, een la qual es relata la vida del metge argentí descobridor de la malaltia de Chagas. També la seva participació en 18 J, obra col·lectiva de memòria sobre el atemptat a l'AMIA en 1994, realitzant l'episodi titulat "La Divina Comèdia".

## Relacions familiars
El director de cinema Bruno Stagnaro és el seu fill. Germà petit del director de fotografia Juan José Stagnaro, mort en 2018.

## Filmografia

### Director
- El Espía, curtometratge (2010)
- Fontana, la frontera interior (2009)
- 18-J (2004)
- El séptimo arcángel (2003)
- Un día en el paraíso (2003)[4]
- El amateur (1998)
- La furia (1997)
- Casas de fuego (1995)
- El camino del sur (1988)
- Ulises, cortometraje (1975)
- El gallo ciego, cortometraje (1972)
- Antes que llegue la gente, cortometraje (1970)

### Guionista
- Fontana, la frontera interior (2009)
- Las manos (2006)
- 18-J (2004)
- El séptimo arcángel (2003)
- Cabeza de tigre (2001)
- El amateur (1999)
- La furia (1997)
- Casas de fuego (1995)
- El camino del sur (1988)
- Debajo del mundo (1987)
- Camila (1984)
- La educación sentimental (1980)
- Ulises, curtmetratge (1975)
- El gallo ciego, cortometraje (1972)

### Argument
- Los amores de Kafka (1988)